# Baba Alhassan
Baba Alhassan (ur. 3 stycznia 2000 w Akrze) – ghański piłkarz występujący na pozycji napastnika w rumuńskim klubie FCSB.

## Kariera klubowa
Urodził się w Ghanie, w mieście Akra. Karierę juniorską spędził w drużynie Real Valladolid.

### FC Hermannstadt
W wieku 20 lat dołączył do drużyny z Sybinu – FC Hermannstadt.

## Statystyki kariery

### Klubowe
(aktualne na dzień 11 lutego 2024)
| Klub               | Sezon              | Liga               | Liga  | Liga   | Puchar Kraju | Puchar Kraju | Europa | Europa | Inne  | Inne   | Suma  | Suma   |
| Klub               | Sezon              | Liga               | Mecze | Bramki | Mecze        | Bramki       | Mecze  | Bramki | Mecze | Bramki | Mecze | Bramki |
| ------------------ | ------------------ | ------------------ | ----- | ------ | ------------ | ------------ | ------ | ------ | ----- | ------ | ----- | ------ |
| Real Valladolid B  | 2018/19            | Segunda División B | 2     | 0      | –            | –            | –      | –      | –     | –      | 2     | 0      |
| Herrmannstadt      | 2020/21            | Liga I             | 21    | 1      | 1            | 0            | –      | –      | 2     | 0      | 24    | 1      |
| Herrmannstadt      | 2021/22            | Liga I             | 27    | 7      | 3            | 0            | –      | –      | –     | –      | 29    | 7      |
| Herrmannstadt      | 2022/23            | Liga I             | 30    | 6      | 3            | 1            | –      | –      | –     | –      | 33    | 7      |
| Herrmannstadt      | 2023/24            | Liga I             | 19    | 2      | 3            | 1            | –      | –      | –     | –      | 22    | 3      |
| Herrmannstadt      | Ogólnie            | Ogólnie            | 97    | 16     | 6            | 1            | 0      | 0      | 2     | 0      | 109   | 18     |
| FCSB               | 2023/24            | Liga I             | 4     | 1      | 0            | 0            | –      | –      | –     | –      | 4     | 1      |
| Ogólnie w karierze | Ogólnie w karierze | Ogólnie w karierze | 103   | 17     | 10           | 2            | 0      | 0      | 2     | 0      | 115   | 19     |